# Eskil Pedersen
Eskil Pedersen (sinh ngày 6 tháng 3 năm 1984 tại Skien) là một chính khách người Na Uy và là cựu lãnh đạo của Đoàn Thanh niên Công nhân (AUF) từ năm 2010 đến 2014, tổ chức thanh niên liên kết với Đảng Lao động hàng đầu của Na Uy.
Vào ngày 22 tháng 7 năm 2011 Pedersen sống sót sau vụ thảm sát tại trại hè Thanh niên Công nhân tại Utøya vào ngày 22 tháng 7 năm 2011. Mặc dù các nhà lãnh đạo của AUF không bao giờ ẩn danh, vai trò của ông trong vai trò đại diện cho tổ chức đã gây ra sự gia tăng lớn về phương tiện truyền thông, đặc biệt là trong những tháng sau các cuộc tấn công. Anders Behring Breivik, thủ phạm của các vụ tấn công, tuyên bố rằng Pedersen là một trong ba mục tiêu chính của hắn.

## Đời tư
Pedersen hiện đang sống và làm việc tại Oslo. Sau khi từ chức AUF, ông trở thành Giám đốc thông tin mới cho hợp tác xã nông nghiệp Nortura.
Do nhận được số lượng mối đe dọa ngày càng tăng trên SMS, Facebook, điện thoại và bằng văn bản, Pedersen hiện có báo động an ninh trực tiếp của Cảnh sát. Vào tháng 12 năm 2012, một người đàn ông 40 tuổi đã bị kết án vì đã gửi tin nhắn đe dọa tới Eskil Pedersen. Ông ta bị phạt tương đương khoảng 700 USD, và bị phạt tù treo. Một Kitô hữu, Pedersen là một thành viên của Giáo hội Na Uy.